# Codex Vindobonensis 2696

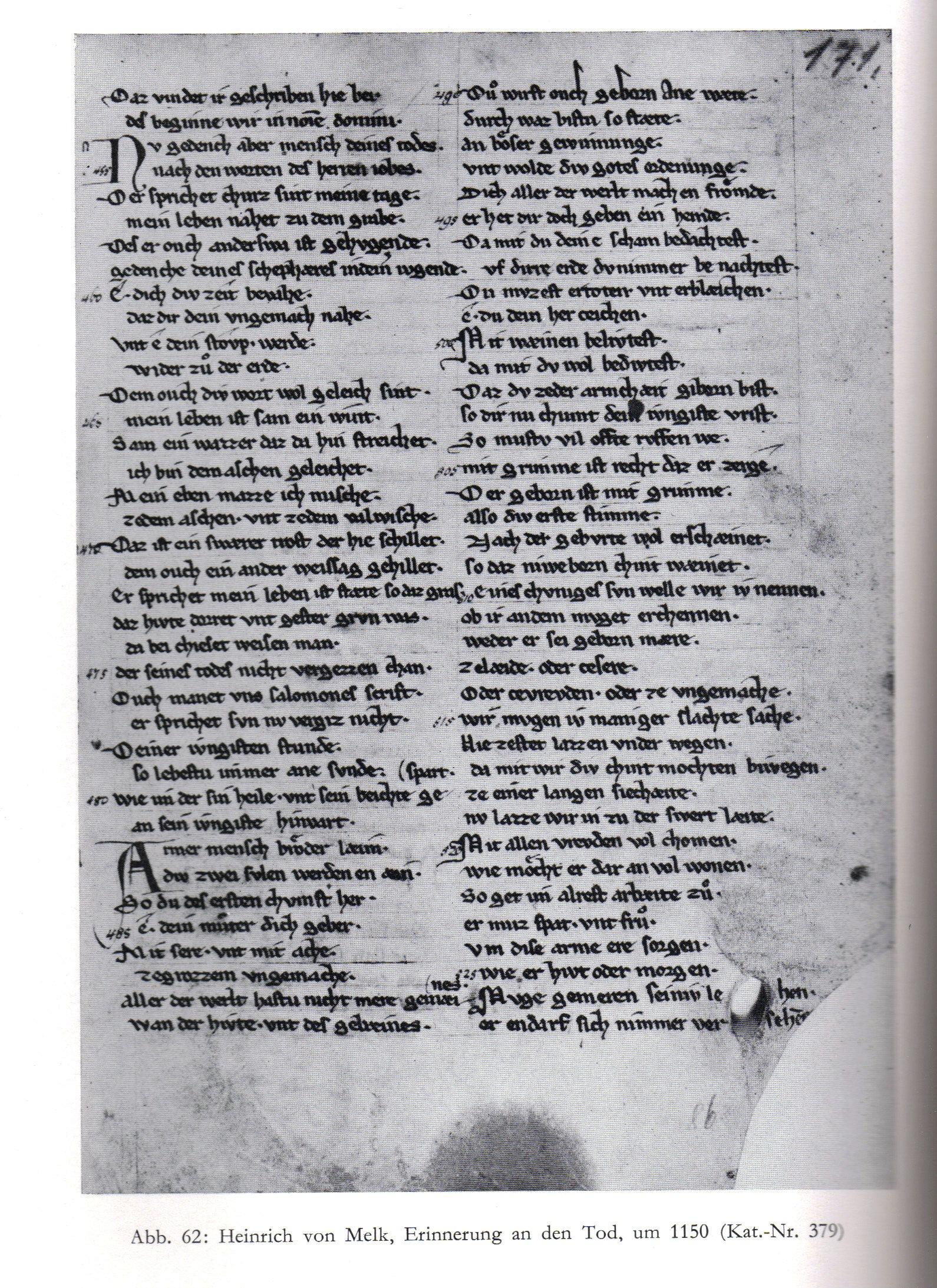
Heinrich von Melk, Memento mori

Der Codex 2696 der Österreichischen Nationalbibliothek in Wien ist eine Sammelhandschrift mit mittelhochdeutschen Texten, die um 1300 geschrieben wurde. Erhalten sind 158 Pergamentblätter, die zweispaltig beschrieben worden sind, meistens auf 38 Zeilen. Das Format erreicht 24,5 cm × 17 cm. Als Buchschmuck finden sich neun Lombarden, in roter Tinte gezogene Initialen, die acht bis zwölf Zeilen umfassen und nicht von einem professionellen Buchkünstler stammen. Die Schriftsprache ist südbairisch-österreichisch, der Entstehungsort kann nicht genau ermittelt werden: „Donauösterreich“ lässt die Zuordnung offen.
Für die deutsche Version der Visio Tnugdali des Alber von Windberg ist sie ebenso die einzige Überlieferung wie für die Schriften des Heinrich von Melk, das Anegenge und Die Warnung. Für Das Jüdel und den Oberdeutschen Servatius enthält der Codex die vollständigste Überlieferung, mehr Textzeugen gibt es für Konrad von Fußesbrunnen und Konrad von Heimesfurt.